# Sussunzione (filosofia)
La sussunzione in filosofia è un termine della logica formale che designa la riconduzione di un concetto nell'ambito di un concetto più generale, nella cui estensione esso è compreso.
Tali procedimenti sono detti anche giudizi o sillogismi sussuntivi.
Nel diritto moderno, la sussunzione è l'attività svolta da un giudice volta ad applicare ad un fatto concreto, che gli è stato proposto, le regole stabilite da una fattispecie astratta prevista da un ordinamento.

## Storia
Il concetto di sussunzione nasce nella logica di derivazione aristotelica come "assunzione della premessa minore del sillogismo in quanto coerente con quella maggiore"; viene in seguito usato nella Critica del Giudizio di Immanuel Kant (die Subsumtion) con il significato di inquadramento in una classificazione. Viene poi ripreso da Karl Marx nel Capitale (la sussunzione del lavoro al capitale) per indicare il procedimento con cui il capitale assoggetta totalmente a sé il lavoro umano.

## Il concetto formale di sussunzione
Il concetto di sussunzione è usato nella rappresentazione della conoscenza, nella logica matematica, nelle ontologie ed in altre discipline scientifiche, per indicare una classificazione gerarchizzante (specializzazione) per mezzo di sostituzione. Partendo da una serie di fatti generali e specifici φ (insieme, classe, tipo), φ viene individuato come parte di un dato gruppo ψ  per mezzo di una sostituzione θ.
Ad esempio in Gordon Plotkin (1971):
dati:
- φ = rosso(a) ∧ piccolo(a) ∧ on(b,a)
- ψ = rosso(x) ∧ on(y,x)
- θ = { x/a , y/b }

allora:
- φθ ⊆ ψ

Pertanto φ, per mezzo della sostituzione θ, costituirà un sottoinsieme di ψ.

## La sussunzione su leggi scientifiche
Nel diritto penale, al fine di accertare se vi sia un nesso causale tra la condotta dell'agente e l'evento, si fa ricorso alla sussunzione su leggi scientifiche. Pertanto, attraverso l'uso della scienza, il giudice va ad accertarsi se l'evento, previsto dalla norma penale come reato, sia riconducibile all'atto posto in essere dall'agente.